# 内山太嗣
内山太嗣（日语：／ Uchyama Taishi，1996年4月21日—）是一名出身於日本青森縣平川市的棒球選手，司職捕手，目前效力於日本職棒東京養樂多燕子。

## 個人情報

### 背號
- 025 （2021年－2022年）

## 外部連結
- 内山太嗣在日本職棒（英语）